# Ivar Abner
Ivar Abner (ur. 28 października 1962) – estoński zapaśnik walczący w stylu klasycznym. Zajął 26. miejsce na mistrzostwach świata w 1994. Jedenasty na igrzyskach wojskowych w 1999. Brązowy medalista mistrzostw nordyckich w 1994 roku.